# Bet ha-Lewi
Bet ha-Lewi (hebr. בית הלוי) – moszaw położony w samorządzie regionu Emek Chefer, w Dystrykcie Centralnym, w Izraelu.
Leży na równinie Szaron w otoczeniu miasteczka Kefar Jona, moszawów Kefar Monash, Ha-Ogen, Omec, Gan Joszijja i Channi’el, oraz kibuców En ha-Choresz i Ha-Mapil. Na południe od moszawu znajduje się baza szkoleniowa Sił Obronnych Izraela zwana „Obszarem 21”.

## Historia
Moszaw został założony w 1945 przez żydowskich imigrantów z Bałkanów. Nazwano go na cześć żydowskiego filozofa i poety Judy Halewiego (1075–1141).

## Kultura i sport
W moszawie jest ośrodek kultury, biblioteka, boisko do piłki nożnej oraz basen kąpielowy.

## Gospodarka
Gospodarka moszawu opiera się na intensywnym rolnictwie, sadownictwie, uprawach w szklarniach i stawach hodowlanych na ryby.

## Komunikacja
Z moszawu wychodzi lokalna droga, którą jadąc na południowy wschód dojedzie się drogi nr 5711 . Można nią dojechać do położonego na południowym wschodzie moszawu Kefar Monash i drogi ekspresowej nr 4  (Erez–Kefar Rosz ha-Nikra), lub na wschód do moszawu Channi’el. Lokalna droga prowadzi na północny zachód do moszawu Ha-Ogen.